# Gauchy
Gauchy es una comuna francesa situada en el departamento de Aisne, de la región de Alta Francia.

## Geografía
Está ubicada en la aglomeración sur de San Quintín, a orillas del río Somme.

## Demografía
| 3 503 | 4 218 | 5 663 | 5 612 | 5 736 | 5 621 | 5 701 | 5 335 |
| Para los censos de 1962 a 1999 la población legal corresponde a la población sin duplicidades (Fuente: INSEE [Consultar]) |       |       |       |       |       |       |       |